# Liên Hà, Đan Phượng
Liên Hà là một xã thuộc huyện Đan Phượng, thành phố Hà Nội, Việt Nam.
Xã Liên Hà có diện tích 1,9 km², dân số năm 2025 là 9710 người, mật độ dân số đạt 5110 người/km².
Đền Sa Lãng, còn gọi là đền Nhà Bà như một bảo tàng truyền thống văn hóa dân tộc. Đền ở thôn Thượng, xã Liên Hà, huyện Đan Phượng - thâm nghiêm trầm mặc, hướng ra mặt sông Hồng. Phía bên kia sông là huyện Mê Linh, đất đô kỳ của Hai Bà Trưng.
Xã Liên Hà gồm 3 thôn: Thượng Thôn, Đoài, Quý.